# José Burga
José Burga – wenezuelski bokser, złoty medalista Igrzysk Ameryki Środkowej i Karaibów 1959 w kategorii lekkośredniej.